# Спирит (озеро)
Спирит (англ. Spirit Lake) — озеро на юге территории Юкон, около населённых пунктов Лансдаун и Каркросс, в 70 км к югу от города Уайтхорс — столицы территории. Озеро расположено вдоль Клондайкской трассы, имеет изумрудно-зеленый цвет; дыры на побережье озера были сформированы в конце ледникового периода.
В 200 метрах к сверу от озера Спирит, по другую сторону клондайкской трассы, располагается ещё одно озеро с аналогичным цветом вод — Эмералд.